# أوريال
أُوريَّة الهند أو الأوريال أو الضأن الأحمر اللحوي (الاسم العلمي: Ovis vignei)، هي غنم بري. من السمات البارزة له هي الفروات الطويلة ذات اللون البني المحمر الذي يتلاشى خلال فصل الشتاء. تمتاز الذكور بحزام أسود يمتد من الرقبة إلى الصدر وقرون كبيرة. توجد في غرب آسيا الوسطى.